# Twin Falls (Idaho)
Twin Falls település az Amerikai Egyesült Államok Idaho államában, Twin Falls megyében, melynek megyeszékhelye is. Lakosainak száma 51 807 fő (2020. április 1.).

## Népesség
A település népességének változása:

| 2010 | 44 125 |
| 2020 | 51 807 |